# Djéné Diawara
Djéné Diawara (* 29. Januar 1985 in Hamdallaye) ist eine malische Basketballspielerin.
Sie war auch Mitglied der malischen Basketballnationalmannschaft der Damen bei den Olympischen Sommerspielen 2008 in Peking und war 2007 mit Mali Afrikameisterin geworden. 2015 wurde sie zur besten Spielerin der französischen Meisterschaft gewählt.

## Leben
Sie begann ihre Sportkarriere beim AS Mandé in der Kommune IV. Danach spielte sie bei AS Real Bamako und spielte 2002 in Tunis mit der Jugendnationalmannschaft, mit der sie den dritten Platz belegte.
2005 bis 2006 spielte sie bei Limoges ABC. Mit Flammes Carolo Basket Charleville gewann sie 2010 das Finale der National 1-Meisterschaft und wurde als beste Spielerin ausgezeichnet.
Als malische Nationalspielerin nahm sie mit der malischen Nationalmannschaft an den Olympischen Spielen 2008 in Peking teil. Das Team kam auf Rang 12. Später nahm sie auch an Basketball-Weltmeisterschaft der Damen 2010 in Tschechien teil.
Sie blieb dem in die Women’s Basketball League aufgestiegenen Verein Flammes Carolo bis zur Saison 2010–2011 treu und schloss diese mit 13,4 Punkten, 9,9 Rebounds und einer Wertung von 17 pro Spiel hervorragend ab. Damit belegte sie den 12. Platz in der Punktewertung, den 2. Platz bei den Reboundern und die drittbeste Wertung in der Meisterschaft hinter Mistie Bass, der besten ausländischen Spielerin, und Jennifer Humphrey. Im Jahr 2012 verlängerte sie ihren Vertrag.
2013 wechselte sie zu Entente Sportive Basket de Villeneuve-d’Ascq – Lille Métropole, wo sie im Schnitt 9,6 Punkte bei Punkte-Würfen von 49,3 %, 6,3 Rebounds und 1,1 Assists erzielte und damit zur Qualifikation des Vereins für den nächsten Eurocup beitrug. Allerdings verbrachte sie dort nur eine Saison und wechselte dann zu Arras Pays d’Artois in Arras. Die Fédération internationale de Basketball (FIBA) betrachtet sie neben den beiden US-Amerikanerinnen in der Mannschaft als Ausländerin und daher kann sie mit der ESBVA nicht an europäischen Wettbewerben teilnehmen.
In der Saison 2014–2015 wurde sie zur besten französischen Spielerin in der LFB gewählt (16,8 Punkte und 11,4 Rebounds in 35 Minuten). Als beste Rebounderin der Meisterschaft mit einer Erfolgsquote von 57 % bei Zwei-Punkte-Würfen ist sie einer der Erfolgsträgerinnen von Arras.
Im Juni 2015 unterschrieb sie bei Cavigal Nice Basket 06, Nizza, wo sie ein Duo mit Astan Dabo bildete, die ihren Vertrag um ein Jahr verlängerte. Sie galt nicht mehr als Ausländerin und mit 12,0 Punkten und 9,6 Rebounds im Schnitt bei einer Wertung von 16,1 trug sie zur guten Saison des Aufsteigers Nizza bei, unterschrieb aber am Ende der Saison bei Lyon ASVEL Féminin, Lyon Sie hatte dort eine weitere großartige Saison, insbesondere mit beeindruckenden 12 Punkten und 25 Rebounds am 4. März gegen Nizza.
Obwohl sie bei der Afrobasket 2015 in Kamerun nicht dabei war, kehrte sie 2017 in die Nationalmannschaft zurück.
Nach zwei Spielzeiten in Lyon (die zweite wurde durch eine Verletzung unterbrochen, in der sie in 17 Minuten nur 5,3 Punkte und 4,8 Rebounds bei einer Bewertung von 6,3 erzielte) unterschrieb sie im Sommer 2018 bei den Flammes Carolo basket, wo sie bereits zwischen 2009 und 2013 gespielt hatte. Sie verpasste das Ende der Saison 2019 bei den Flames aufgrund einer Knöchelverletzung. Im August 2019 gaben die Flammes Carolo die Verlängerung ihres Vertrags bekannt.
Nach zwei Saisons in den Ardennen unterschrieb sie im Frühjahr 2020 bei Villeneuve-d’Ascq. In der Saison 2021–2022 wurde ihr Saisonstart durch eine Verletzung unterbrochen, sodass der Verein Christelle Diallo als Verstärkung verpflichten musste. Da es ihr nach ihrer Rückkehr an Spielzeit mangelte, wurde Djéné Diawara freigestellt und im März 2022 von Bourges verpflichtet, um die Nichtverfügbarkeit von Endy Miyem auszugleichen.